# Paul Sporrenberg
Paul Sporrenberg (* 27. März 1896 in Venlo; † 7. Dezember 1961 in Mönchengladbach) war ein deutscher SS-Hauptsturmführer und Kommandant des SS-Sonderlagers bzw. Konzentrationslagers Hinzert von April 1942 bis Januar 1945.

## Leben
Sporrenberg war der ältere Bruder des späteren SS-Gruppenführers Jakob Sporrenberg. Er nahm nach einer kaufmännischen Lehre als Kriegsfreiwilliger am Ersten Weltkrieg teil und war danach als Vertreter in der Textilbranche tätig.
1922 trat er in die NSDAP ein und wurde nach dem zeitweiligen Parteiverbot 1925 erneut NSDAP-Mitglied (Mitgliedsnummer 25.651). Er wurde ebenfalls 1922 Mitglied der SA und trat im Oktober 1933 von der SA zur SS (SS-Nummer 180.233) über.
Zu Beginn des Zweiten Weltkriegs wurde er zur Wehrmacht eingezogen und zu einer Kfz-Abteilung in Düsseldorf versetzt.

### Leiter des Lagers Hinzert
Zum 31. Januar 1940 wurde er aus der Wehrmacht entlassen und bewarb sich zum zweiten Mal um Aufnahme in die Waffen-SS, in die er Anfang März 1940 aufgenommen wurde und wo er Anfang Juli 1940 den Rang eines SS-Untersturmführers der Reserve erhielt. Sporrenberg wurde Lagerführer des Polizeihaftlagers (PHL) Vicht (1940/41) und danach des PHL Wittlich, die Außenstellen des SS-Sonderlagers Hinzert waren.
Gefördert durch den Lagerkommandanten Hermann Pister und danach Egon Zill folgte ein rascher Aufstieg sowohl in seinen Funktionen im Lager Hinzert wie auch in der SS-Hierarchie. Inzwischen zum SS-Obersturmbannführer befördert, betraute Zill ihn am 9. November 1941 aus Anlass seiner eigenen Versetzung mit seiner Stellvertretung. Offiziell folgte Sporrenberg Zill erst im September 1942 als Lagerkommandant nach – inzwischen im Rang eines SS-Obersturmführers.

„Was sich mit der Übernahme des Kommandantenpostens änderte, das waren der Führungsstil im Hinzerter KZ und insbesondere das Haftklima. Der Terror eskalierte nun ungehemmt. […] Weitere Charakteristika: Eine maskenhafte Starre im Gesicht, ab und zu von einem Zucken unterbrochen, stechender Blick, herrische Eitelkeit, in Positur sinngemäß Ansprachen an neue Häftlinge wie: ‚Ihr seid gekommen, um zu verrecken, und ich gebe euch mein Wort, ihr werdet verrecken!‘ […] Verstärkt durch seine Unnahbarkeit löste er nicht nur bei Häftlingen, sondern auch bei SS-Personal Angstreaktionen aus, sobald er auftauchte, immer auf der Suche nach angeblichen Drückebergern.“

Sporrenbergs willkürliches und brutales Regiment drang allerdings in die Öffentlichkeit und löste im Frühjahr 1944 offizielle Ermittlungen des Reichssicherheitshauptamtes aus, die offiziell zu seiner völligen Entlastung führten. Weitere Anschuldigungen bezüglich „Hinterziehung kriegsverwendungsfähiger SS-Männer“ im Winter 1944/45 blieben ebenfalls folgenlos, zumal die vorgesetzten Stellen zu diesem Zeitpunkt bei immer näher rückender Front wohl Wichtigeres zu entscheiden hatten.
Sporrenberg, seit November 1943 im Rang eines SS-Hauptsturmführers, leitete das Lager Hinzert nachweislich bis zum 17. Januar 1945. Das SS-Sonderlager Hinzert wurde formell zum 19. Januar 1945 dem KZ Buchenwald unterstellt. Anschließend übernahm er ein Außenlager des KZ Buchenwald bei Bad Salzungen/Leimbach mit dem Tarnnamen Renntier.

## Nachkriegszeit und Gerichtsverfahren
Nach Kriegsende konnte Sporrenberg untertauchen. Erst aufgrund einer Anzeige vom 30. Juni 1958 setzen Ermittlungen gegen Sporrenberg ein und am 2. März 1960 wurde er in seiner Düsseldorfer Wohnung verhaftet. Frühere Fahndungen hatten keinen Erfolg – er galt als verschollen. Die Staatsanwaltschaft Trier leitete ein Verfahren gegen ihn ein; Sporrenberg wurde der Tod von mindestens 60 Häftlingen u. a. durch Misshandlungen, neun Morde sowie die Hinrichtung von 23 Luxemburgern am 25. Februar 1944 zur Last gelegt. Am 21. September wurde er haftunfähig entlassen und starb vor der Verfahrenseröffnung am 7. Dezember 1961 in Mönchengladbach.